# Municipio de Winona (Misuri)
El municipio de Winona (en inglés: Winona Township) es un municipio ubicado en el condado de Shannon en el estado estadounidense de Misuri. En el año 2010 tenía una población de 2451 habitantes y una densidad poblacional de 6,21 personas por km².

## Geografía
El municipio de Winona se encuentra ubicado en las coordenadas 37°0′30″N 91°17′19″O / 37.00833, -91.28861. Según la Oficina del Censo de los Estados Unidos, el municipio tiene una superficie total de 394.49 km², de la cual 394,41 km² corresponden a tierra firme y (0,02 %) 0,07 km² es agua.

## Demografía
Según el censo de 2010, había 2451 personas residiendo en el municipio de Winona. La densidad de población era de 6,21 hab./km². De los 2451 habitantes, el municipio de Winona estaba compuesto por el 95,96 % blancos, el 0,37 % eran afroamericanos, el 1,14 % eran amerindios, el 0,16 % eran asiáticos, el 0,08 % eran de otras razas y el 2,28 % eran de una mezcla de razas. Del total de la población el 0,98 % eran hispanos o latinos de cualquier raza.